# Verkhnetxirski (Rostov)
|  | Per a altres significats, vegeu «Verkhnetxirski». |

Verkhnetxirski (en rus: Верхнечирский) és un poble (un khútor) de l'óblast de Rostov, a Rússia, que en el cens del 2010 tenia 427 habitants, és la seu administrativa del districte homònim.